# دييغو دي ساليناس
دييغو دي ساليناس (بالإسبانية: Diego de Salinas)‏ هو عسكري إسباني، ولد في 3 أغسطس 1649 في مدريد في إسبانيا، وتوفي بنفس المكان في 27 نوفمبر 1720.